# Frontera entre Bulgaria y Macedonia del Norte
La frontera entre Bulgaria y Macedonia del Norte es la frontera internacional entre Bulgaria, estado miembro de la Unión Europea, y Macedonia del Norte. 

## Trazado
La frontera empieza al norte, en el trifinio entre Serbia, Macedonia del Norte y Bulgaria. A continuación, transcurre en dirección suroeste a través de los pasos de montaña de Velbuzhdi (1193 m) y Dewe Bair (1192 m) al oeste del pueblo de Gjueszevo (Bulgaria), el pico Rujen (2256 m de altitud) a la llanura de Osogovo. Llega al paso de Delčevski (1302 m) en las montañas de Vlatxina (oeste de Blagóevgrad), toma la dirección sur y discurre por Czengine (1744 m) y la llanura de Maleszevska. Llega al Ograżden, después atraviesa el río Strumica y acaba en el trifinio de Macedonia del Norte, Grecia y Bulgaria (monte Tumba 1880 m) de Belasica.

## Historia
El territorio macedonio formó parte del Imperio otomano hasta que pasó al Reino de Serbia después de las guerras balcánicas. A pesar de que disputado por Bulgaria, después de la Primera Guerra Mundial el territorio macedonio pasó a formar parte del Reino de los Serbios, Croatas y Eslovenos. Durante la Segunda Guerra Mundial el Reino de Bulgaria ocupó Macedonia. Después de la guerra esta fue la frontera entre la República Popular de Bulgaria y la República Socialista de Macedonia, que formaba parte de la República Federativa Socialista de Yugoslavia. Después de la disolución de Yugoslavia en 1991 esta fue la frontera entre Bulgaria y la nueva República de Macedonia. Con el ingreso de Bulgaria a la Unión Europea en 2007, esta se convirtió en una de las fronteras exteriores de la UE.